# Proprietà chimica
Proprietà chimica è una caratteristica della materia che viene evidenziata durante una reazione chimica.
L'attributo chimica sottolinea l'oggettività scientifica (secondo il modello fondamentale galileiano dell'intersoggettività) e della riproducibilità.
L'International Uniform Chemical Information Database (IUCLID) acquisisce, immagazzina, gestisce e scambia informazioni sulle proprietà intrinseche e gli effetti delle sostanze chimiche.
La proprietà chimica non può essere determinata solo dal visualizzare o toccare la sostanza ma è una qualità che può essere stabilita solo dal cambiamento dell'identità della sostanza chimica. La struttura interna della sostanza deve essere deformata per poter esaminare le sue proprietà chimiche.
Le proprietà chimiche possono essere in contrasto con le proprietà fisiche, che possono essere individuate senza cambiare la struttura della sostanza. Tuttavia, per molte proprietà nel campo della chimica fisica, e di altre discipline ai limiti della chimica e della fisica, la distinzione può essere una questione di prospettiva del ricercatore. Proprietà dei materiali, sia fisiche che chimiche, possono essere visti come sopravvenienti, vale a dire, secondarie alla realtà sottostante.
Proprietà chimiche possono essere utilizzate per la costruzione di classificazioni chimiche.

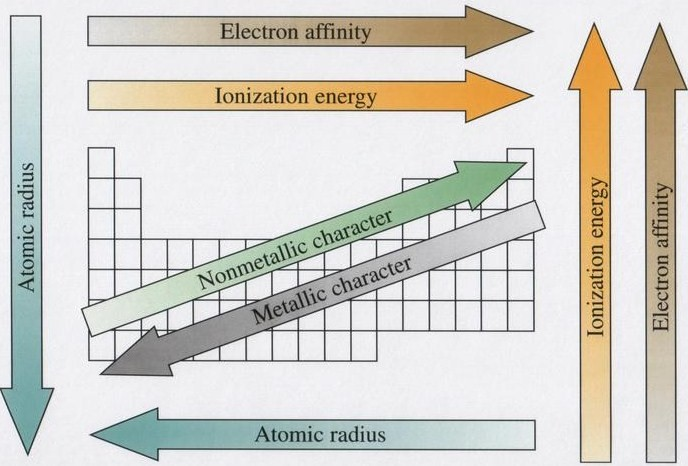
Andamento periodico è la tendenza di certi elementi a cambiare le caratteristiche nella tabella periodica degli elementi.

## Storia
Le proprietà chimiche dei materiali sono state molto studiate fin dai tempi più antichi. Basti ricordare nell'età del bronzo, il passaggio della forgia delle armi dal bronzo, miscela di stagno e rame, all'acciaio, miscela di ferro e carbonio. Nel medioevo, gli alchimisti le studiavano per poter tramutare qualche materiale in oro, finché Lavoisier, fece i primi passi, con metodo scientifico, nello studio delle proprietà chimiche e più in generale della chimica moderna. La chimica moderna, grazie alle trasmutazioni, ossia con riempimento di elettroni degli orbitali atomici, è stata in grado di sintetizzare l'oro a partire da altri elementi a costi energetici più cari del prodotto, mostrando però come sia possibile far cambiare proprietà chimiche degli elementi e delle sostanze.

## Esempi di proprietà chimiche
Alcuni esempi di proprietà chimiche attribuibili alle varie sostanze chimiche sono:
- Affinità chimica
- Alcalinità
- Anfotero
- Chiralità (chimica)
- Costante di dissociazione
- Costante di solubilità
- Grado di dissociazione
- Idrofilia
- Idrofobia
- Igroscopia
- Osmolarità
- pH
- Potere tamponante
- Punto di fumo